# Work Hard, Play Hard
«Work Hard Play Hard» es una canción del rapero estadounidense Wiz Khalifa, lanzado como el primer sencillo de su segundo álbum de estudio, O.N.I.F.C., bajo la producción de Benny Blanco y Stargate. 

## Video musical
El video musical fue dirigido por Bill Paladino y fue estrenado el 23 de mayo de 2012. Fue filmado en Pittsburgh, Pensilvania en varios lugares, incluyendo: un estudio de ballet, en los suburbios de la ciudad, una fiesta privada en un bar y en un campo de fútbol. Muestra a una bailarina interpretada por Katie Schurman, un trabajador de la construcción y un jugador de fútbol que trabaja en cada uno de estos papeles, y más tarde serán partícipes de una celebración en una fiesta privada. Wiz Khalifa viste el atúendo típico que usa un hippie, en homenaje al fallecido Jimi Hendrix. Varios miembros de Taylor Gang Records hacen cameos como en el video.

## Lista de canciones
Descarga digital
1. «Work Hard, Play Hard» - 3:40

## Posicionamiento en listas
| Lista (2012)                           | Mejor posición |
| -------------------------------------- | -------------- |
| Alemania (Offizielle Deutsche Charts)  | 76             |
| Canadá (Canadian Hot 100)              | 40             |
| Francia (SNEP)                         | 50             |
| Estados Unidos (Billboard Hot 100)     | 17             |
| Estados Unidos (Hot R&B/Hip-Hop Songs) | 15             |
| Estados Unidos (Hot Rap Songs)         | 5              |

## Historial de lanzamientos
| País           | Fecha               | Formato          | Discográfica     |
| -------------- | ------------------- | ---------------- | ---------------- |
| Estados Unidos | 23 de abril de 2012 | Descarga digital | Atlantic Records |

## Créditos
- Composición –  Cameron Thomaz, Benjamin Levin, Jonathan Ornelas, Mikkel Storleer Eriksen, Tor Erik Hermansen
- Producción – Benny Blanco, Stargate